# Світла Дача
Світла Дача — селище в Україні, у Горохівській сільській громаді Баштанського району Миколаївської області. Населення становить 360 осіб.

## Географія
На північно-східній околиці селища бере початок річка Драна.

## Населення

### Мова
Розподіл населення за рідною мовою за даними перепису 2001 року:
| Мова            | Кількість | Відсоток |
| --------------- | --------- | -------- |
| українська      | 335       | 93.06%   |
| російська       | 13        | 5.55%    |
| румунська       | 3         | 0.83%    |
| болгарська      | 1         | 0.28%    |
| інші/не вказали | 1         | 0.28%    |
| Усього          | 360       | 100%     |